# 圣马夏尔德纳比拉
圣马夏尔德纳比拉（法語：Saint-Martial-de-Nabirat，法語發音：[sɛ̃ maʁsjal də nabiʁa]），法国西南部市镇，位于新阿基坦大区多尔多涅省，隶属于萨拉拉卡内达区，其市镇面积为15.57平方公里，2022年1月1日时人口数量为578人，在法国城市中排名第15,077位。
圣马夏尔德纳比拉位于多尔多涅省东南部，靠近凯尔西地区，是多姆-佩里戈尔自由城市镇公共社区的办公驻地。

## 地名来源

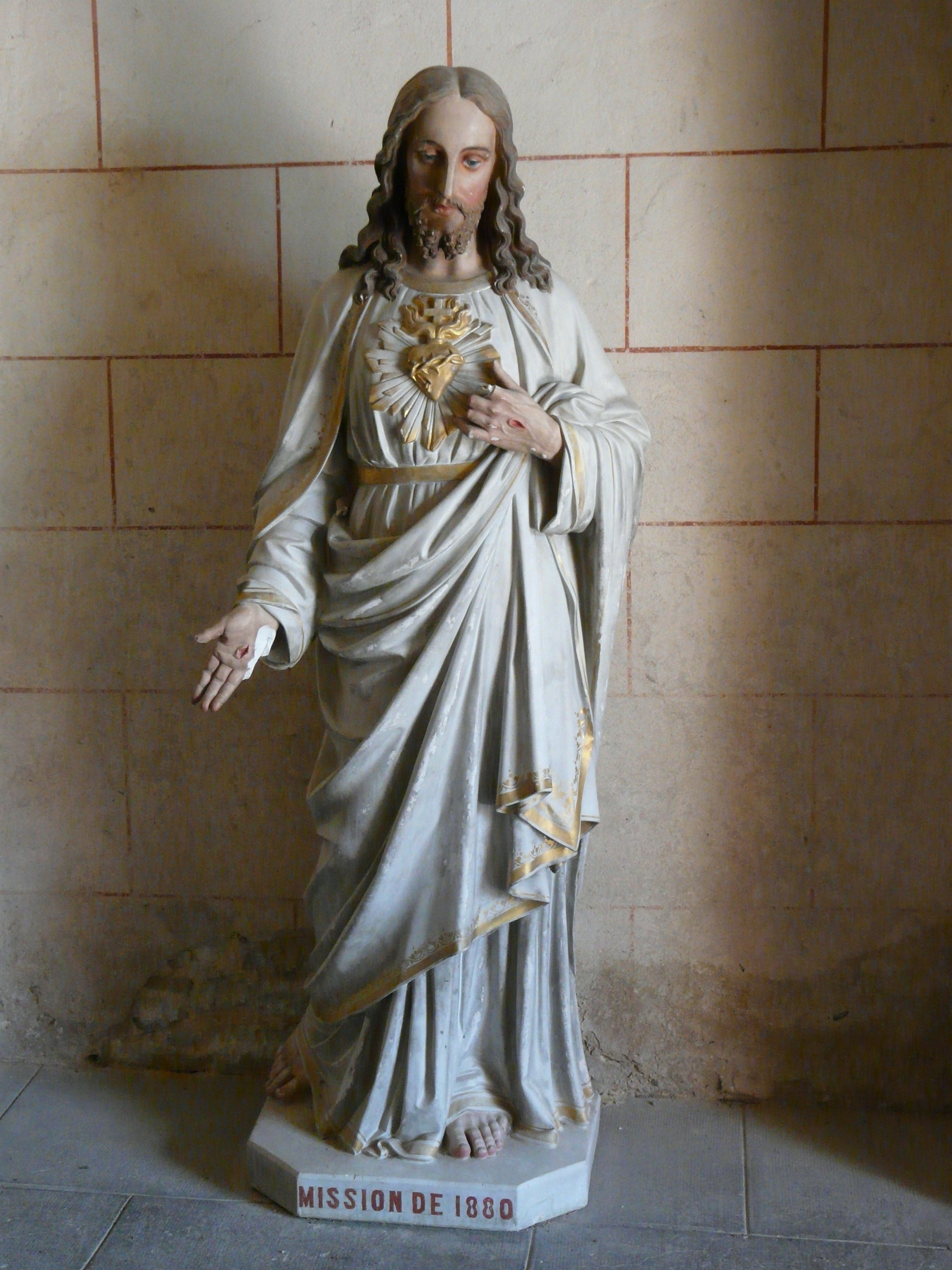
圣马夏尔雕像

“Saint-Martial”一名来源于公元三世纪时的天主教圣人利摩日的马夏尔；“-de-Nabirat”则可能与相邻的纳比拉有关，该后缀自1928年起成为当地官方名称的一部分。
莫里亚克所处区域历史上曾通行奥克语佩里戈尔方言，“Saint-Martial-de-Nabirat”对应的奥克语拼写形式为“Sent Marçal de Nabirac”。

## 历史
圣马夏尔德纳比拉历史上长期为一处普通农业村落，中世纪时为阿基坦及吉耶讷行省的一部分，法国大革命后成为多尔多涅省的一个市镇。20世纪中后期，旅游业逐渐成为圣马夏尔德纳比拉的主要经济活动。1973至1984年间，圣马夏尔德纳比拉曾与相邻的圣欧班德纳比拉合并成为“圣马夏尔-圣欧班德纳比拉”。
在地方历史研究方面，原圣马夏尔德纳比拉市长让-居伊·普朗什（Jean-Guy Planche）曾于2011年出版了一书，对当地的地方历史进行了较为详细的描述。

## 地理

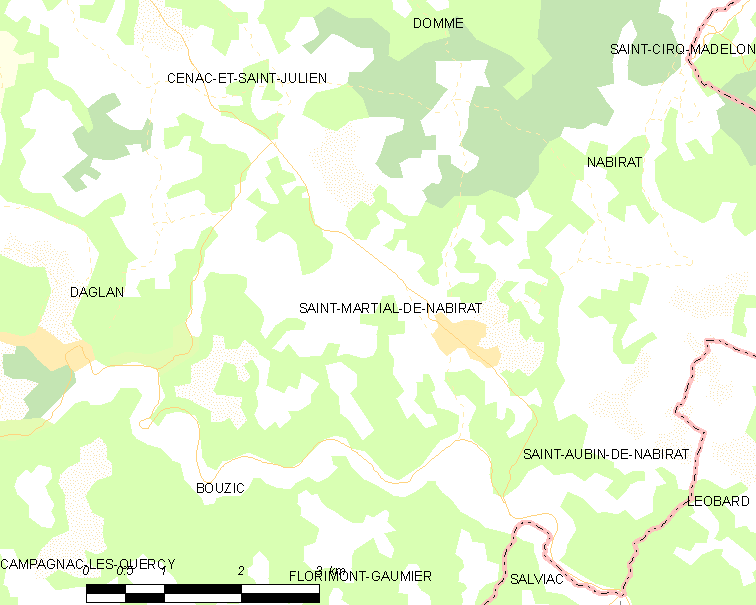
圣马夏尔德纳比拉市镇范围地图

圣马夏尔德纳比拉位于法国西南部，新阿基坦大区中部和多尔多涅省东南部，距离省会佩里格大约82公里。与圣马夏尔德纳比拉接壤的市镇包括：塞纳克和圣于连、弗洛里蒙-戈米耶、纳比拉、圣欧班德纳比拉、布济克、达格朗。

### 地形
圣马夏尔德纳比拉位于黑色佩里戈尔地区，广义上为法国中央高原的西部边缘地带，境内以丘陵为主，市镇中心位于一处缓丘之上，全境海拔在105到238米之间。

### 水文

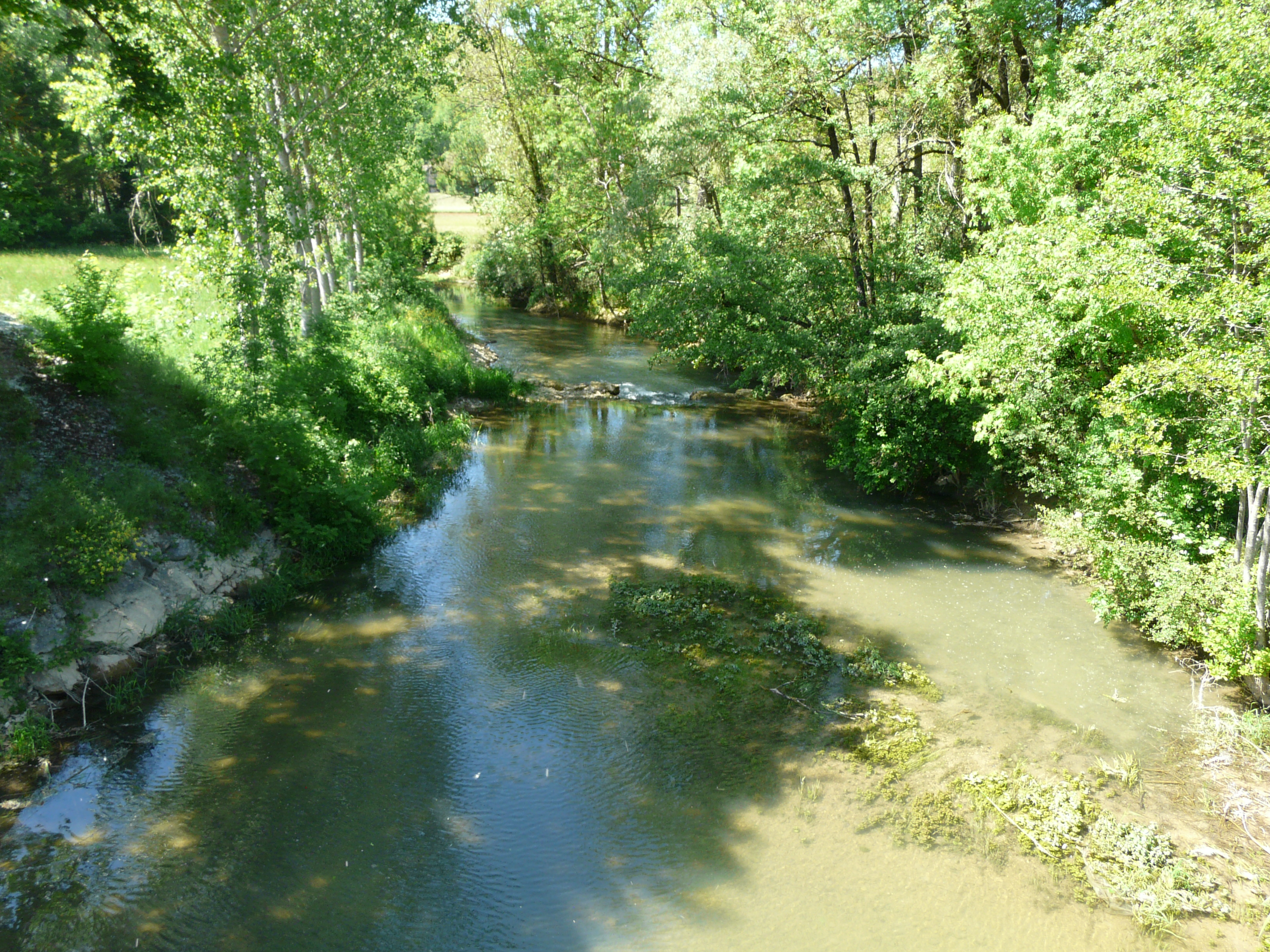
塞乌河

圣马夏尔德纳比拉位于加龙河流域范围内，塞乌河自东向西流经市界南部。

### 植被
圣马夏尔德纳比拉属于温带阔叶混交林区，林地广泛分布于市镇范围内的多个街区。
在鲜花城市的评比中，圣马夏尔德纳比拉暂未被评级。

### 气候
圣马夏尔德纳比拉在柯本气候分类法中属于温带海洋性气候。
距离圣马夏尔德纳比拉最近的常年气象站位于古尔东境内，以下为该气象站的数据：
| 古尔东 1981年－2019年 | 古尔东 1981年－2019年 | 古尔东 1981年－2019年 | 古尔东 1981年－2019年 | 古尔东 1981年－2019年 | 古尔东 1981年－2019年 | 古尔东 1981年－2019年 | 古尔东 1981年－2019年 | 古尔东 1981年－2019年 | 古尔东 1981年－2019年 | 古尔东 1981年－2019年 | 古尔东 1981年－2019年 | 古尔东 1981年－2019年 | 古尔东 1981年－2019年 |
| 月份                  | 1月                   | 2月                   | 3月                   | 4月                   | 5月                   | 6月                   | 7月                   | 8月                   | 9月                   | 10月                  | 11月                  | 12月                  | 全年                  |
| --------------------- | --------------------- | --------------------- | --------------------- | --------------------- | --------------------- | --------------------- | --------------------- | --------------------- | --------------------- | --------------------- | --------------------- | --------------------- | --------------------- |
| 历史最高温 °C（°F）   | 19.9 (67.8)           | 25.2 (77.4)           | 27.5 (81.5)           | 31.3 (88.3)           | 32.9 (91.2)           | 40.7 (105.3)          | 40.7 (105.3)          | 41.8 (107.2)          | 36.8 (98.2)           | 31.7 (89.1)           | 24.5 (76.1)           | 19.4 (66.9)           | 41.8 (107.2)          |
| 平均高温 °C（°F）     | 8.7 (47.7)            | 10.6 (51.1)           | 14.2 (57.6)           | 16.9 (62.4)           | 21 (70)               | 24.6 (76.3)           | 27.4 (81.3)           | 27.1 (80.8)           | 23.5 (74.3)           | 18.7 (65.7)           | 12.3 (54.1)           | 9.2 (48.6)            | 17.9 (64.2)           |
| 日均气温 °C（°F）     | 5.2 (41.4)            | 6.2 (43.2)            | 9.1 (48.4)            | 11.5 (52.7)           | 15.2 (59.4)           | 18.5 (65.3)           | 20.9 (69.6)           | 20.6 (69.1)           | 17.4 (63.3)           | 13.9 (57.0)           | 8.5 (47.3)            | 5.7 (42.3)            | 12.7 (54.9)           |
| 平均低温 °C（°F）     | 1.6 (34.9)            | 1.8 (35.2)            | 3.9 (39.0)            | 6 (43)                | 9.5 (49.1)            | 12.4 (54.3)           | 14.3 (57.7)           | 14.1 (57.4)           | 11.4 (52.5)           | 9.2 (48.6)            | 4.6 (40.3)            | 2.3 (36.1)            | 7.6 (45.7)            |
| 历史最低温 °C（°F）   | −19 (−2)              | −14.2 (6.4)           | −12.8 (9.0)           | −4.5 (23.9)           | −1.4 (29.5)           | 1.8 (35.2)            | 5.7 (42.3)            | 3.8 (38.8)            | 0.6 (33.1)            | −4.7 (23.5)           | −9 (16)               | −13.2 (8.2)           | −19 (−2)              |
| 平均降水量 mm（）     | 62.5 (2.46)           | 55.8 (2.20)           | 60.9 (2.40)           | 85.1 (3.35)           | 87.9 (3.46)           | 79 (3.1)              | 60 (2.4)              | 63.6 (2.50)           | 77.6 (3.06)           | 78.3 (3.08)           | 74.6 (2.94)           | 71.4 (2.81)           | 856.7 (33.73)         |
| 月均日照時數          | 100.5                 | 120.7                 | 173.9                 | 178.6                 | 213.7                 | 244.6                 | 262.1                 | 247.4                 | 207.8                 | 146.3                 | 93.2                  | 90.3                  | 2,079.1               |
| 来源：infoclimat.fr   |                       |                       |                       |                       |                       |                       |                       |                       |                       |                       |                       |                       |                       |

## 行政区划
圣马夏尔德纳比拉的市镇编号为24450，邮政编号为24250。
在行政管理方面，圣马夏尔德纳比拉隶属于法国新阿基坦大区多尔多涅省萨拉拉卡内达区；在地方选举方面，圣马夏尔德纳比拉隶属于多尔多涅河谷县，其市镇范围全境被划入多尔多涅省第四选区；在社会管理方面，圣马夏尔德纳比拉是多姆-佩里戈尔自由城市镇公共社区的办公驻地。
法国国家统计与经济研究所（简称）在进行数据统计时，未将圣马夏尔德纳比拉划入任何城市核心区（Unité urbaine）及城市区（Aire urbaine）。自2020年起，圣马夏尔德纳比拉被划入包含45个市镇的萨拉拉卡内达城市辐射区内。 此外，还将圣马夏尔德纳比拉市镇整体看作一个“块区”（IRIS），以便于统计人口分布情况。

## 交通

### 公路
多尔多涅省省道D46线和D52线在圣马夏尔德纳比拉境内交汇。新阿基坦大区下属的城际客运提供校车线路，可前往萨拉拉卡内达。
| 55 | 35 |

| 佩里格 | 82 |

| 萨拉拉卡内达 | 20 |

| 古尔东 | 12 |

2019年，61.5%的圣马夏尔德纳比拉家庭拥有至少一辆私人汽车。2013年，圣马夏尔德纳比拉境内共发生各类交通事故1起，造成1人重伤。

### 铁路
距离圣马夏尔德纳比拉最近的运营中的客运铁路车站为古尔东站。该站停靠往返于巴黎和图卢兹一线的城际列车。

### 航空
距离圣马夏尔德纳比拉最近的民用航空站为布里夫-苏亚克机场，距离圣马夏尔德纳比拉市中心的公路里程约52公里。

### 城市公共交通
截至2022年10月，圣马夏尔德纳比拉暂无城市公共交通系统。

## 政治

### 市政内阁

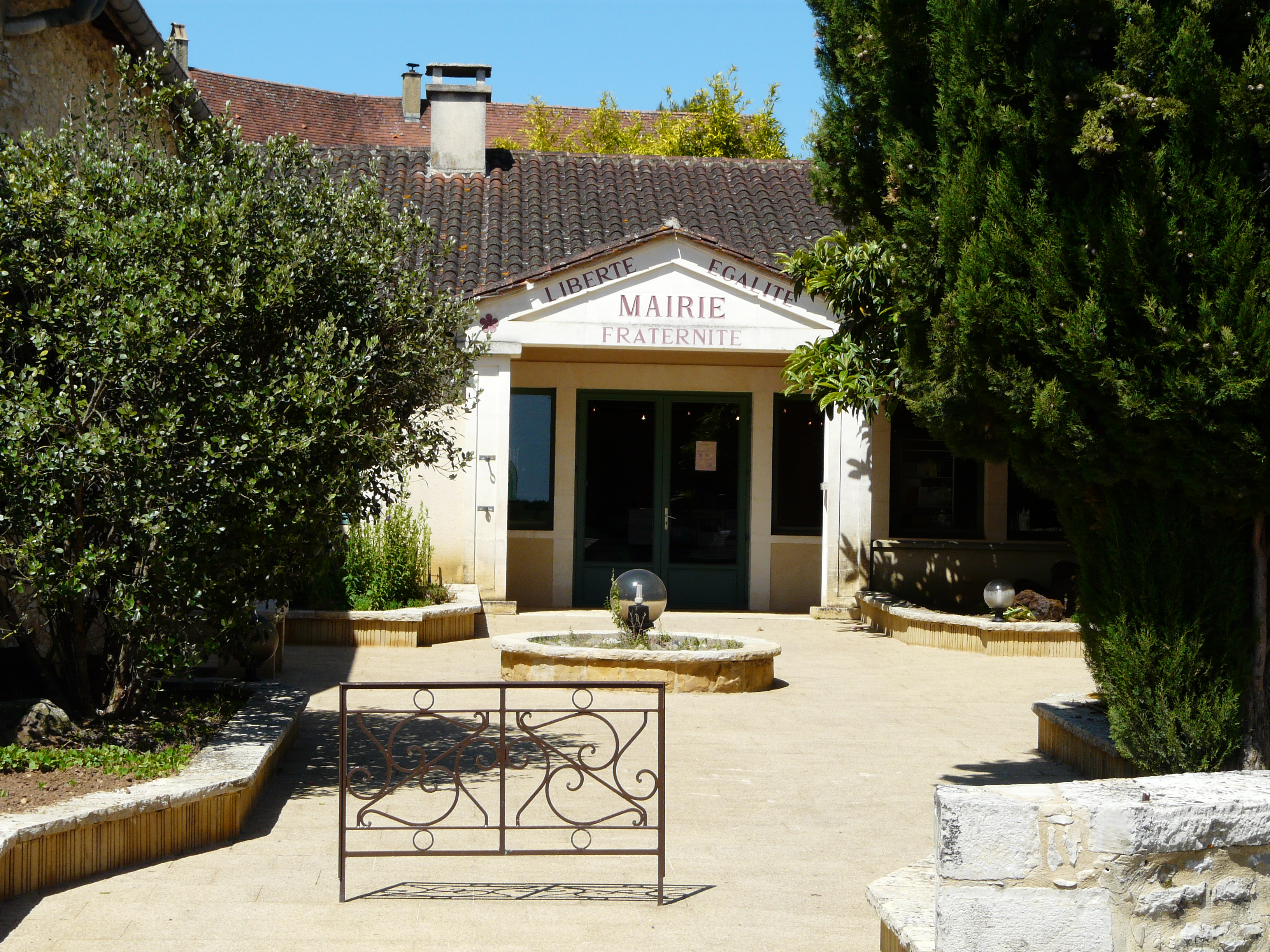
圣马夏尔德纳比拉市政厅

圣马夏尔德纳比拉的现任市长为埃尔韦·梅纳尔迪先生（Hervé MÉNARDIE），他是一名无党派人士，在2020年的市政选举中获得了100%的支持率（无其他候选人）。
| 圣马夏尔德纳比拉历届市长 | 圣马夏尔德纳比拉历届市长               | 圣马夏尔德纳比拉历届市长 |
| 任期                     | 市长                                   | 党派                     |
| ------------------------ | -------------------------------------- | ------------------------ |
| （1989年以前资料暂缺）   |                                        |                          |
| 1989年－2008年           | Jean-Guy PLANCHE 让-居伊·普朗什        | 無黨籍                   |
| 2008年－2014年           | Pascal GROUSSET 帕斯卡·格鲁塞          | 無黨籍                   |
| 2014年－2020年           | Jean-Pierre COUDOUMIE 让-皮埃尔·库杜米 | 無黨籍                   |
| 2020年－                 | Hervé MÉNARDIE 埃尔韦·梅纳尔迪         | 無黨籍                   |

### 各级选举
| 圣马夏尔德纳比拉历届投票选举结果 | 圣马夏尔德纳比拉历届投票选举结果 | 圣马夏尔德纳比拉历届投票选举结果 | 圣马夏尔德纳比拉历届投票选举结果 | 圣马夏尔德纳比拉历届投票选举结果       | 圣马夏尔德纳比拉历届投票选举结果 | 圣马夏尔德纳比拉历届投票选举结果 | 圣马夏尔德纳比拉历届投票选举结果 | 圣马夏尔德纳比拉历届投票选举结果 | 圣马夏尔德纳比拉历届投票选举结果 |
| 选举项目                         | 选举范围                         | 选区单位                         | 选区单位内的选举结果             | 选区单位内的选举结果                   | 选区单位内的选举结果             | 选区单位内的选举结果             | 选区单位内的选举结果             | 选区单位内的选举结果             | 参考资料                         |
| 选举项目                         | 选举范围                         | 选区单位                         | 第一轮胜出者                     | 第一轮胜出者                           | 支持率                           | 第二轮胜出者                     | 第二轮胜出者                     | 支持率                           | 参考资料                         |
| -------------------------------- | -------------------------------- | -------------------------------- | -------------------------------- | -------------------------------------- | -------------------------------- | -------------------------------- | -------------------------------- | -------------------------------- | -------------------------------- |
| 2017年法國總統選舉               | 法國                             | 市镇                             |                                  | 埃马纽埃尔·马克龙                      | 24.94%                           |                                  | 埃马纽埃尔·马克龙                | 62.31%                           | [ 17 ]                           |
| 2017年法国立法选举               | 多尔多涅省第四选区               | 市镇                             |                                  | 雅克丽娜·迪布瓦                        | 25.98%                           |                                  | 雅克丽娜·迪布瓦                  | 57.53%                           | [ 17 ]                           |
| 2019年欧洲议会选举               | 法國                             | 市镇                             |                                  | 若尔当·巴尔代拉                        | 30.21%                           | （不适用）                       | （不适用）                       | （不适用）                       | [ 19 ]                           |
| 2021年法国省级选举               | 多尔多涅省                       | 县                               |                                  | 帕特里西娅·拉丰-戈蒂埃 热尔米纳尔·佩罗 | 64.96%                           | （不适用）                       | （不适用）                       | （不适用）                       | [ 20 ]                           |
| 2021年法国省级选举               | 多尔多涅省                       | 市镇                             |                                  | 帕特里西娅·拉丰-戈蒂埃 热尔米纳尔·佩罗 | 66.3%                            | （不适用）                       | （不适用）                       | （不适用）                       | [ 20 ]                           |
| 2021年法国大区选举               |                                  | 市镇                             |                                  | 阿兰·鲁塞                              | 36.17%                           |                                  | 阿兰·鲁塞                        | 50.26%                           | [ 21 ]                           |
| 2022年法国总统选举               | 法國                             | 市镇                             |                                  | 玛丽娜·勒庞                            | 27.32%                           |                                  | 埃马纽埃尔·马克龙                | 50.56%                           | [ 17 ]                           |
| 2022年法国立法选举               | 多尔多涅省第四选区               | 市镇                             |                                  | 吕迪维娜·勒贝尔                        | 22.85%                           |                                  | 塞巴斯蒂安·佩塔维                | 50.39%                           | [ 17 ]                           |

## 人口
2019年，圣马夏尔德纳比拉市镇人口数量为575，在法国排名第15,077位。其中男性273人，女性302人，75岁及以上人口占16.7%，外籍人口数量为36人，人口密度为37人/平方公里，当地居民被称为（男性）或（女性）。2020年，圣马夏尔德纳比拉境内出生4人，死亡人口13人。
| 圣马夏尔德纳比拉1901年－2019年人口变化情况 |
|                                            |
| 数据来源：Cassini、INSEE                   |

## 经济
圣马夏尔德纳比拉是多尔多涅省的一个普通农业聚落。截止2022年10月，圣马夏尔德纳比拉市镇范围内共有各类用人单位（包含自雇）106家，比上一年新增2家。

## 财政与居民收入
2020年，圣马夏尔德纳比拉的财政收入总额为427,380欧元，财政支出总额为494,650欧元，当年的债务总额为203,150欧元。2021年，圣马夏尔德纳比拉市镇共获得124,204欧元的国家财政补助，比上一年减少了0.68%。
2020年，圣马夏尔德纳比拉的人均月收入总额为1,927欧元，低于法国平均水平（2,303欧元）。
2019年，圣马夏尔德纳比拉境内的青壮年（15至64岁）失业率为13.1%，当地46.5%的家庭拥有纳税资格，平均纳税1,830欧元，低于法国平均水平（3,910欧元）。

## 社会事务

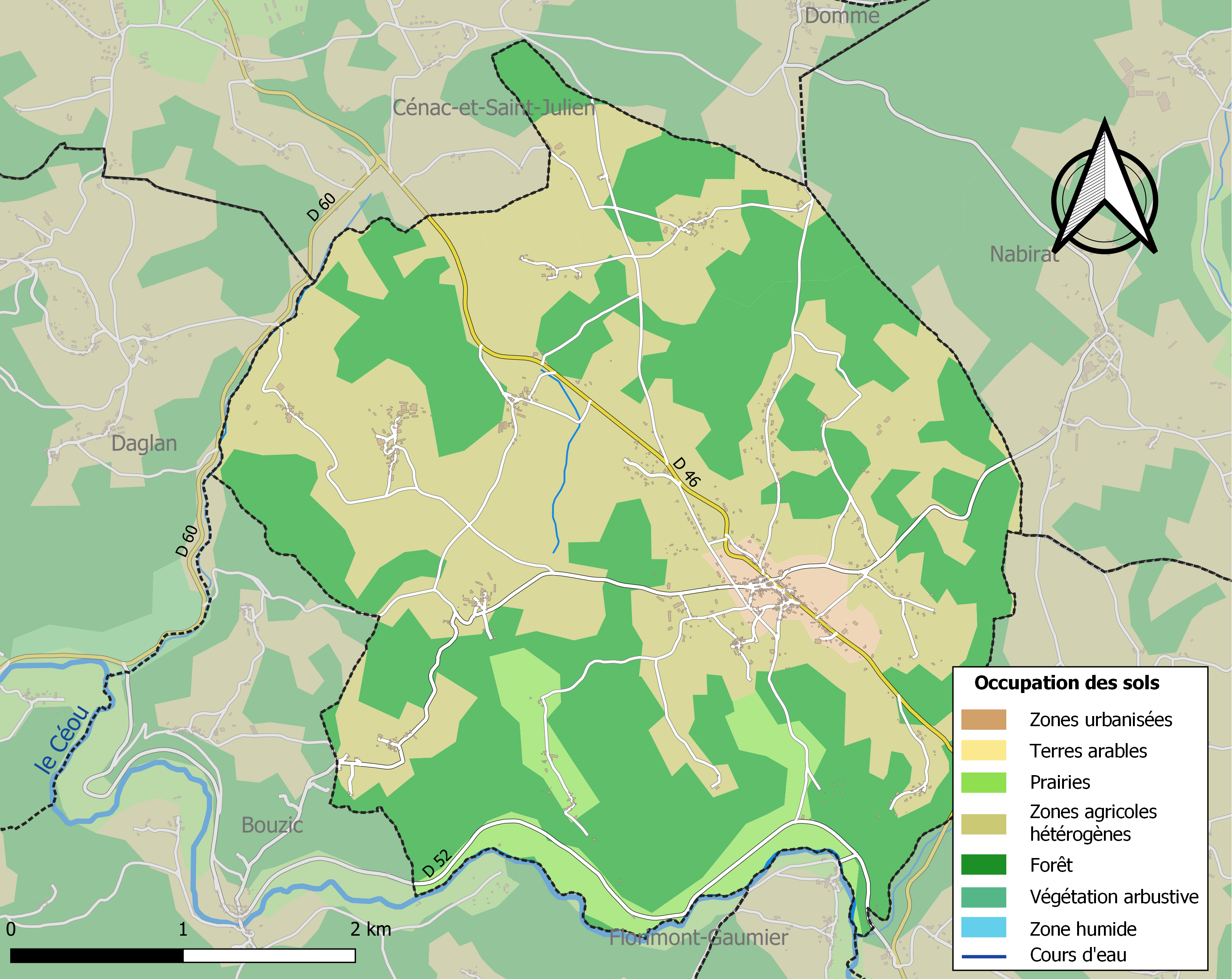
圣马夏尔德纳比拉土地利用情况地图

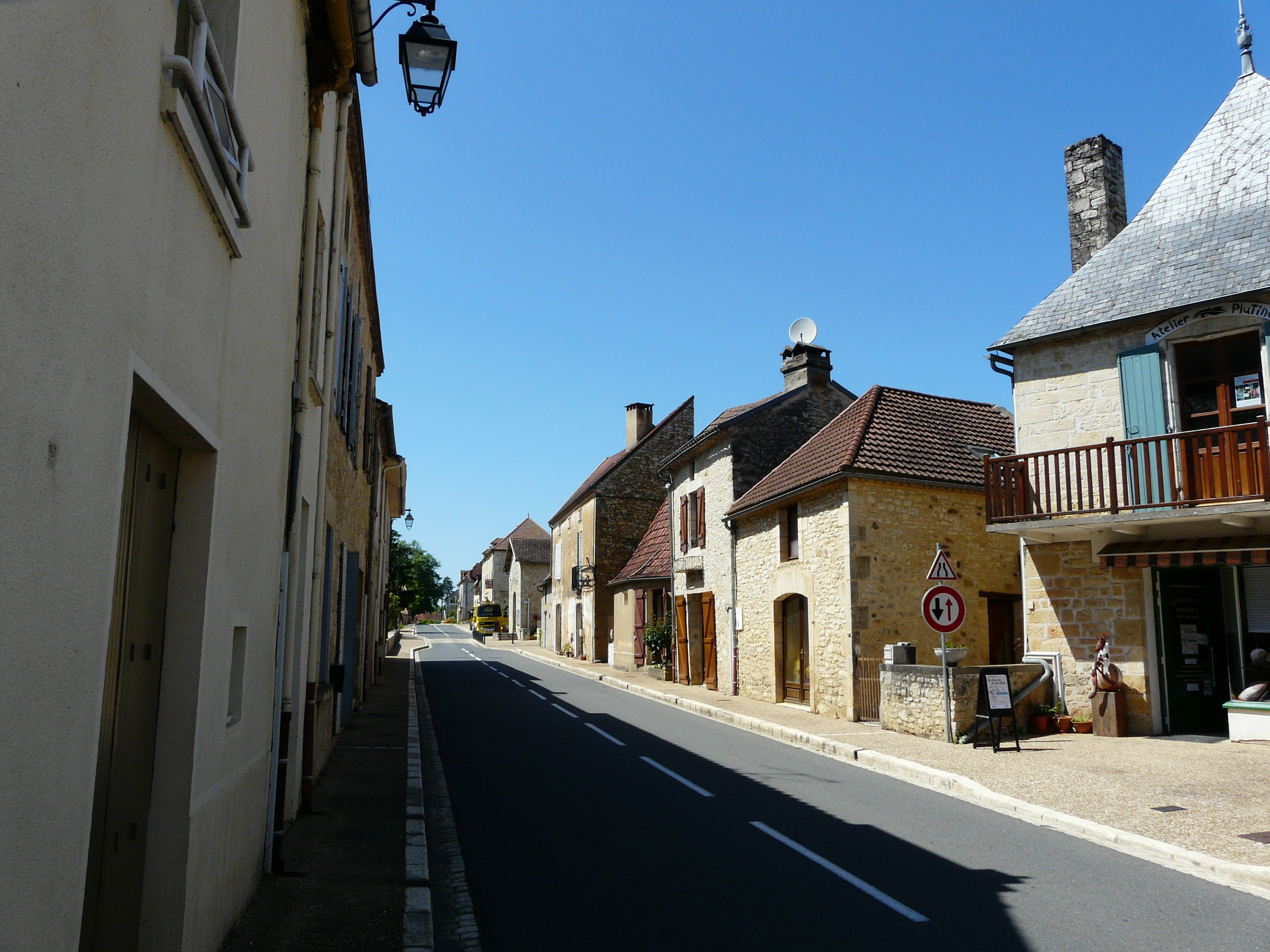
圣马夏尔德纳比拉镇中心

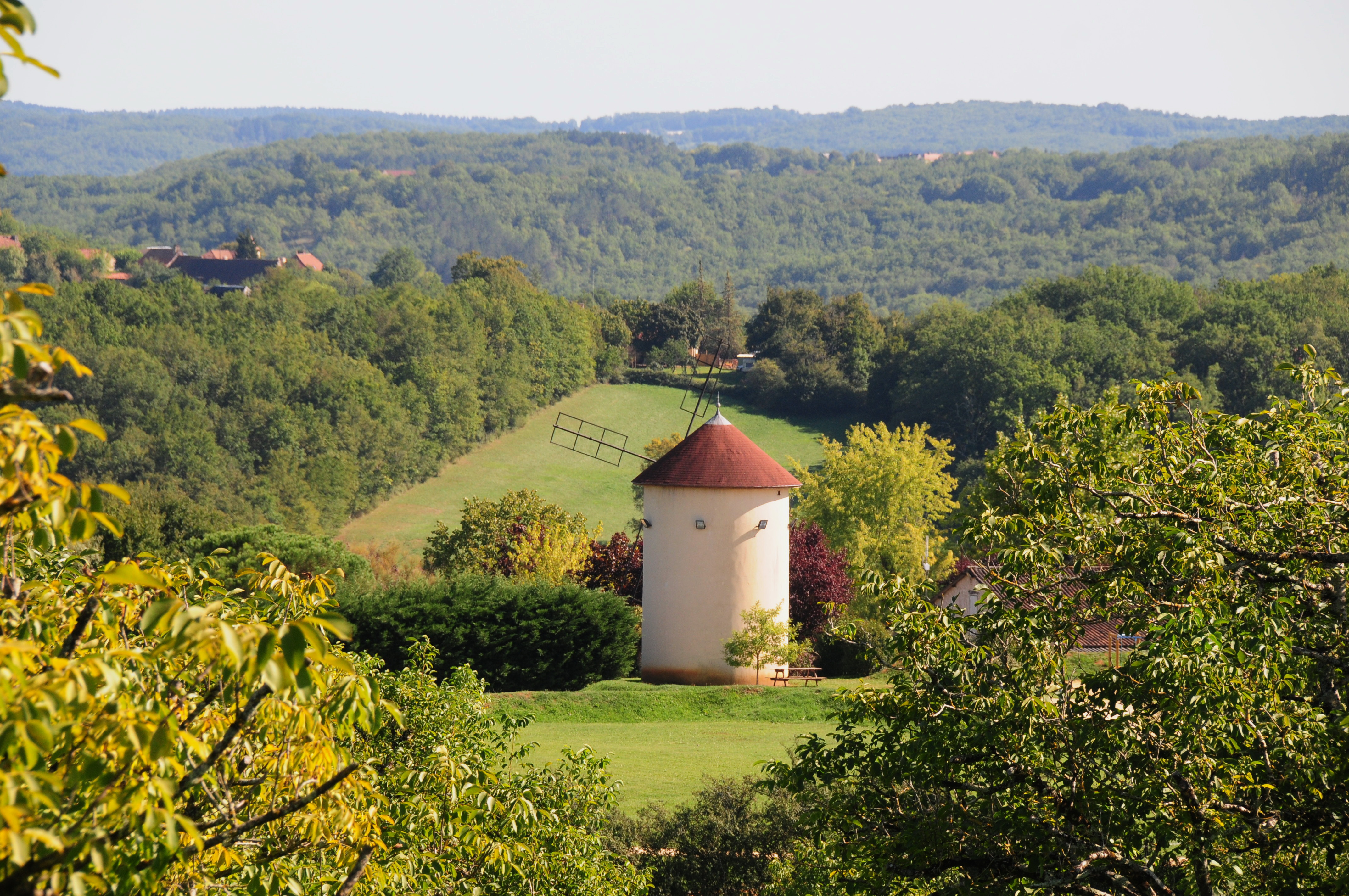
圣马夏尔德纳比拉附近的一处磨坊

### 教育
圣马夏尔德纳比拉属于波尔多学区。截止2021年1月1日，圣马夏尔德纳比拉境内暂无任何学历制教育机构。

### 医疗
截止2021年1月1日，圣马夏尔德纳比拉境内共有护士1名。
距离圣马夏尔德纳比拉最近的区域性医疗机构为让·库隆中心医院（Centre Hospitalier Jean Coulon），其主病区位于古尔东市区，距离圣马夏尔德纳比拉市区的正常车程大约13分钟，该院设有床位319个，是当地规模最大的公立综合性医院。

### 住房
2019年，圣马夏尔德纳比拉境内共有各类住房444套，其中96.4%为独立式居民区，3.2%为集中式居民区。常住房屋占圣马夏尔德纳比拉市镇范围内居民建筑总量的66.0%。
在住房保障政策方面，2021年，圣马夏尔德纳比拉境内共有21户家庭获得了住房经济补助，受益人数占总人口数量的3.7%，其中15份为房租补助。

### 商业
2021年，圣马夏尔德纳比拉境内共有各类实体商铺15家，其中餐厅2家、面包房1家、美容美发店3家、汽车维修店1家。

### 体育
2021年，圣马夏尔德纳比拉境内有1处足球或橄榄球场。
截至2022年10月，圣马夏尔德纳比拉境内暂无任何注册足球俱乐部。

### 环境
圣马夏尔德纳比拉的环境事务由其所属的多姆-佩里戈尔自由城市镇公共社区联合各级政府协调负责。2021年，圣马夏尔德纳比拉境内暂无污染企业。

### 治安
圣马夏尔德纳比拉及其附近的共116个市镇是萨拉拉卡内达国家宪兵队（zone gendarmerie de Sarlat-la-Canéda）的管辖范围。2020年，该宪兵队累计记录各类案件1,842起，其中盗窃类案件888起，经济类案件393起，毒品交易类案件53起。

## 文化

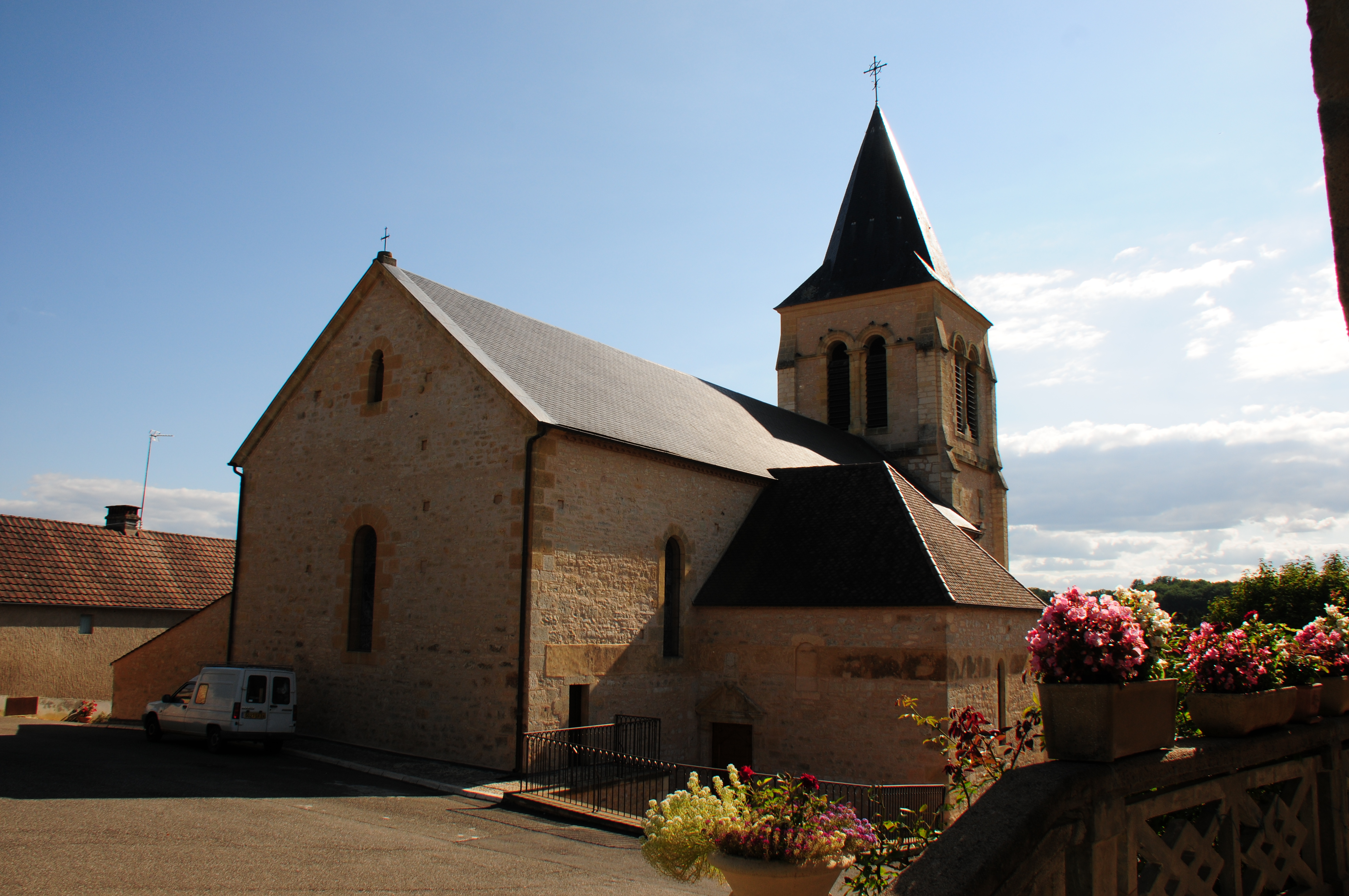
圣马夏尔教堂

2021年，圣马夏尔德纳比拉境内暂无任何文化设施。圣马夏尔德纳比拉民间组织流动图书馆，每周三上午向公众开放。

### 建筑
圣马夏尔德纳比拉境内有多处历史建筑，其中镇中心的圣马夏尔教堂（Église Saint-Martial de Saint-Martial-de-Nabirat）是当地的地标性建筑物。

### 旅游
圣马夏尔德纳比拉的旅游事务由其所属的多姆-佩里戈尔自由城市镇公共社区负责。2022年，圣马夏尔德纳比拉境内共有2个露营地，可容纳共251辆露营车。

### 媒体
法国主要的媒体均可在圣马夏尔德纳比拉接收，法国电视三台下属的新阿基坦大区频道在部分时段播出圣马夏尔德纳比拉所属区域的地方新闻。《西南报》、《多尔多涅自由报》、蓝色法兰西佩里格广播、伊萨贝尔广播等是当地主要的地方性媒体。

## 友好城市
截至2022年10月，圣马夏尔德纳比拉暂未建立任何友好城市关系。